# مرغزار
مرغزار (به انگلیسی: Prairie) زمین وسیع هموار یا تپه‌ماهور است که همیشه بدون درخت و پوشیده از علف بوده است.

## انواع

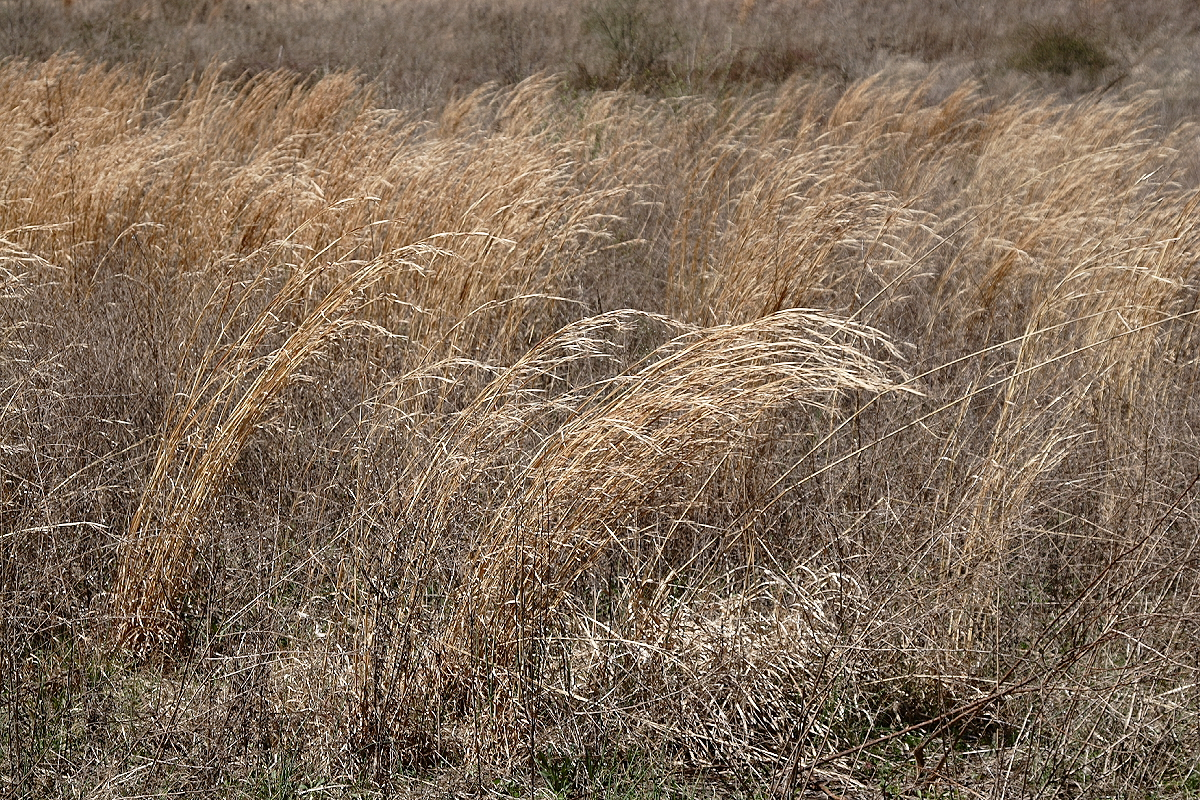
مرغزار خشک

### کوتاه
مرغزاری با علف‌های کوتاه که بارش سالانهٔ بین ۳۰۰ تا ۴۰۰ میلی‌متر دارد و میزان تبخیر و تعرق آن نیز زیاد است.

### ماسه‌ای
مرغزاری بر روی نهشت‌های ماسه‌ای گسترده و کاملاً زهکشی‌شده

### بلند
مرغزاری با بارش سالانهٔ بیش از ۵۰۰ میلی‌متر که دارای خاک رُس‌بنیان و علف‌های بلند است.

### تپه‌ای
مرغزار خشکی در مکان‌های کاملاً زهکشی‌شده و در بالای تپه‌ها و پشته‌ها و شیب‌های تند.

### خشک
مرغزاری در شیب‌ها و بلندی‌های زهکشی‌شده که غالباً مجاور مرغزار معتدل است.

### معتدل
مرغزاری در مکان‌های نسبتاً زهکشی‌شده که در تمام فصول رطوبت زیادی دارد.

### مرطوب
مرغزاری که خاک آن در بخش اعظم فصل رویش غرقابی است.